# (400017) 2006 OX10
(400017) 2006 OX10 es un asteroide perteneciente al cinturón de asteroides, descubierto el 26 de julio de 2006 por Sebastian Florian Hönig desde el Observatorio Hibiscus, Punaauia, Polinesia Francesa.

## Designación y nombre
Designado provisionalmente como 2006 OX10.

## Características orbitales
2006 OX10 está situado a una distancia media del Sol de 2,552 ua, pudiendo alejarse hasta 3,083 ua y acercarse hasta 2,021 ua. Su excentricidad es 0,207 y la inclinación orbital 4,011 grados. Emplea 1489,32 días en completar una órbita alrededor del Sol.

## Características físicas
La magnitud absoluta de 2006 OX10 es 17,7.